# デイヴィッド・エドワーズ
デイヴィッド・アレクサンダー・エドワーズ（David Alexander Edwards 、1986年2月3日  - ）は、イングランド・シュロップシャー州ポンテスベリー出身の元プロサッカー選手。元ウェールズ代表。現役時代のポジションは、ミッドフィールダー。

## クラブ経歴
2003年、フットボールリーグ2に在籍する地元クラブのシュルーズベリー・タウンFCでプロキャリアをスタート。
2007年7月にフットボールリーグ1のルートン・タウンFCに移籍。
2008年1月、ルートン・タウンの財政事情悪化に伴い、ウルヴァーハンプトン・ワンダラーズFCに67.5万ポンドで売却された。ウルヴァーハンプトンでは中心選手として2009年のチャンピオンシップ優勝と2013年のリーグ1優勝に貢献、プレミアリーグでも3シーズンプレーした。
2017年8月、レディングFCに移籍。

## 代表歴
エドワーズ自身はイングランド出身だが、父親がウェルシュプール出身のためウェールズ代表を選択した。代表にはU17世代から選ばれている。
A代表に初めて呼ばれたのはジョン・トシャック監督時代の2007年のことで、数試合にベンチ入りしたもののハムストリングを負傷したこともあってデビューが遅れた。デビュー戦となったのは11月17日のUEFA EURO 2008予選・アイルランド共和国代表戦で37分にカール・ロビンソンと交代しピッチに立った。試合は2-2のドローに終わった。
2008年10月10日の2010 FIFAワールドカップ・ヨーロッパ予選・リヒテンシュタイン代表戦で初ゴール。2009年6月6日のアゼルバイジャン代表戦でもゴールを挙げた。

### ゴール
2016年11月12日現在
| No. | 開催日         | 会場       | 対戦国             | スコア | 結果 | 大会                        | Ref   |
| --- | -------------- | ---------- | ------------------ | ------ | ---- | --------------------------- | ----- |
| 1   | 2008年10月11日 | カーディフ | リヒテンシュタイン | 1–0    | 2–0  | 2010 FIFAワールドカップ予選 | [ 4 ] |
| 2   | 2009年6月6日   | バクー     | アゼルバイジャン   | 1–0    | 1–0  | 2010 FIFAワールドカップ予選 | [ 5 ] |
| 3   | 2009年11月14日 | カーディフ | スコットランド     | 1–0    | 3–0  | 親善試合                    | [ 7 ] |